# Le Maître du Pérou
Le Maître du Pérou est un film québécois en noir et blanc réalisé par Fernand Dansereau pour l'Office national du film du Canada, diffusé en trois parties d'environ 30 minutes du 1er au 15 mars 1958 à la Télévision de Radio-Canada dans la série Panoramique.

## Fiche technique
- Scénario et réalisation : Fernand Dansereau
- Production : Léonard Forest et Guy Glover
- Photographie : Michel Brault
- Son : Marcel Carrière
- Montage : Camille Adam
- Durée : 49 minutes

## Distribution
- Monique Chabot
- Gilbert Chénier
- André de Bellefeuille
- Victor Désy
- Fernande Larivière
- Albert Millaire
- Lucie Ranger
- Jean Yate